# 显微图谱
《微物圖誌》（Micrographia，又译为《微物图志》、《显微制图》、《显微术》、《显微镜图集》、《显微图象》、《显微图志》、《微观图集》等）是罗伯特·胡克的一部著作。这本书于1665年9月出版，曾经风靡一时，是皇家学会第一份主要的出版物。

## 图片

《显微图谱》内的图片
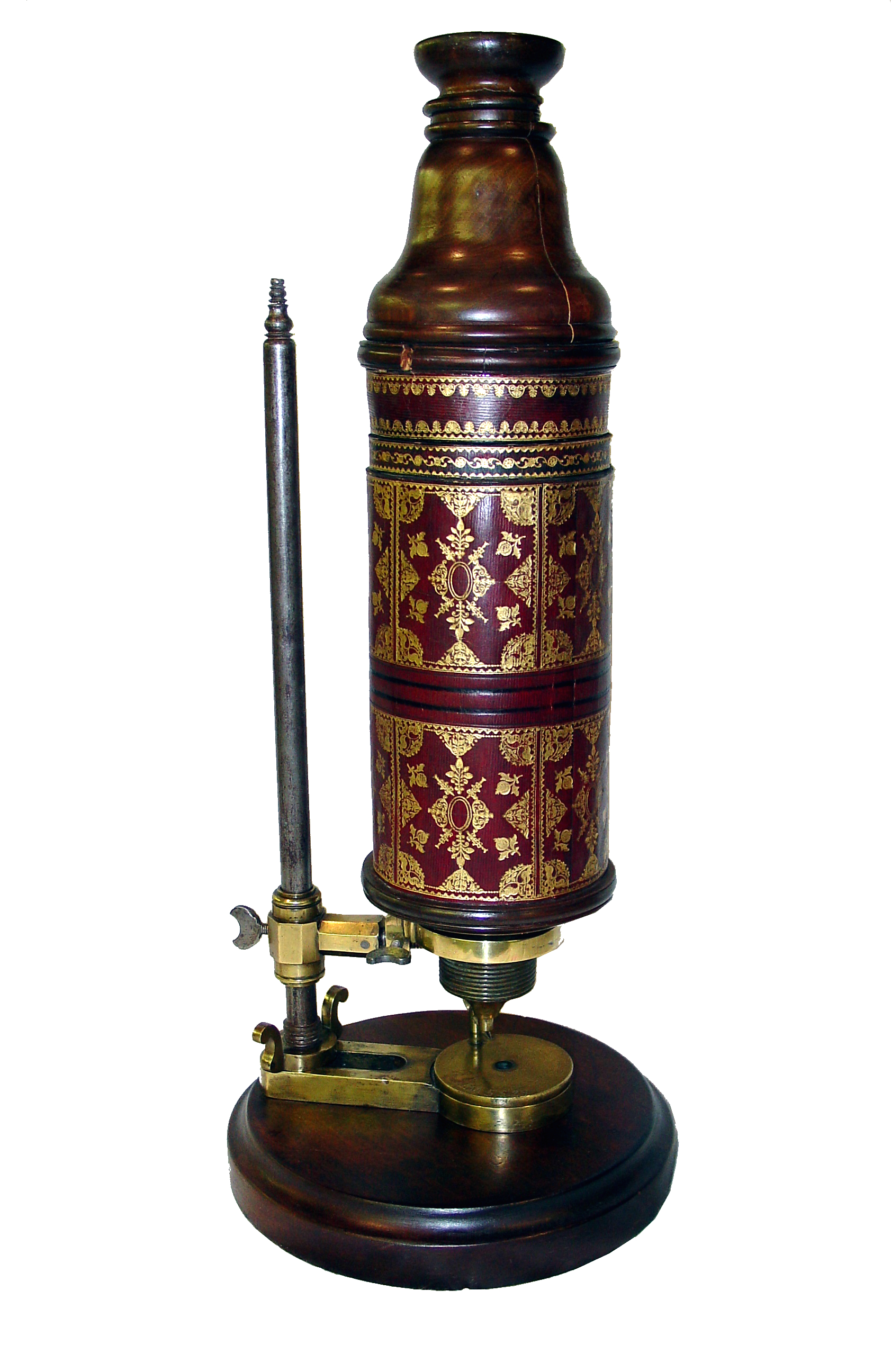
伦敦的克里斯托弗·库克为了罗伯特·胡克而制造的显微镜。胡克被认为是用这个显微镜的观察基础上所写成《显微图谱》。 (M-030 00276) 保存于美国马里兰州国家卫生与医学博物馆
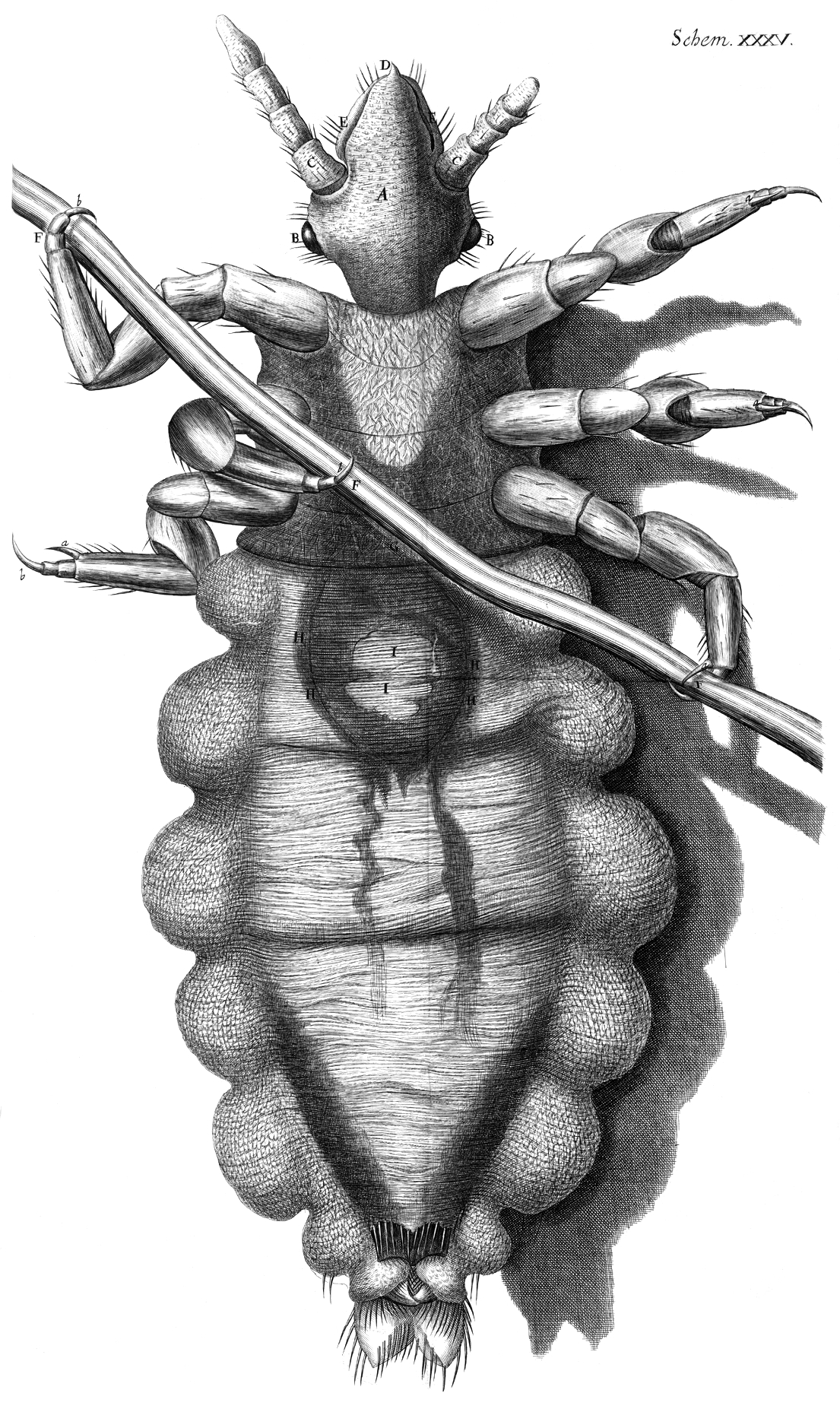
胡克的虱绘图
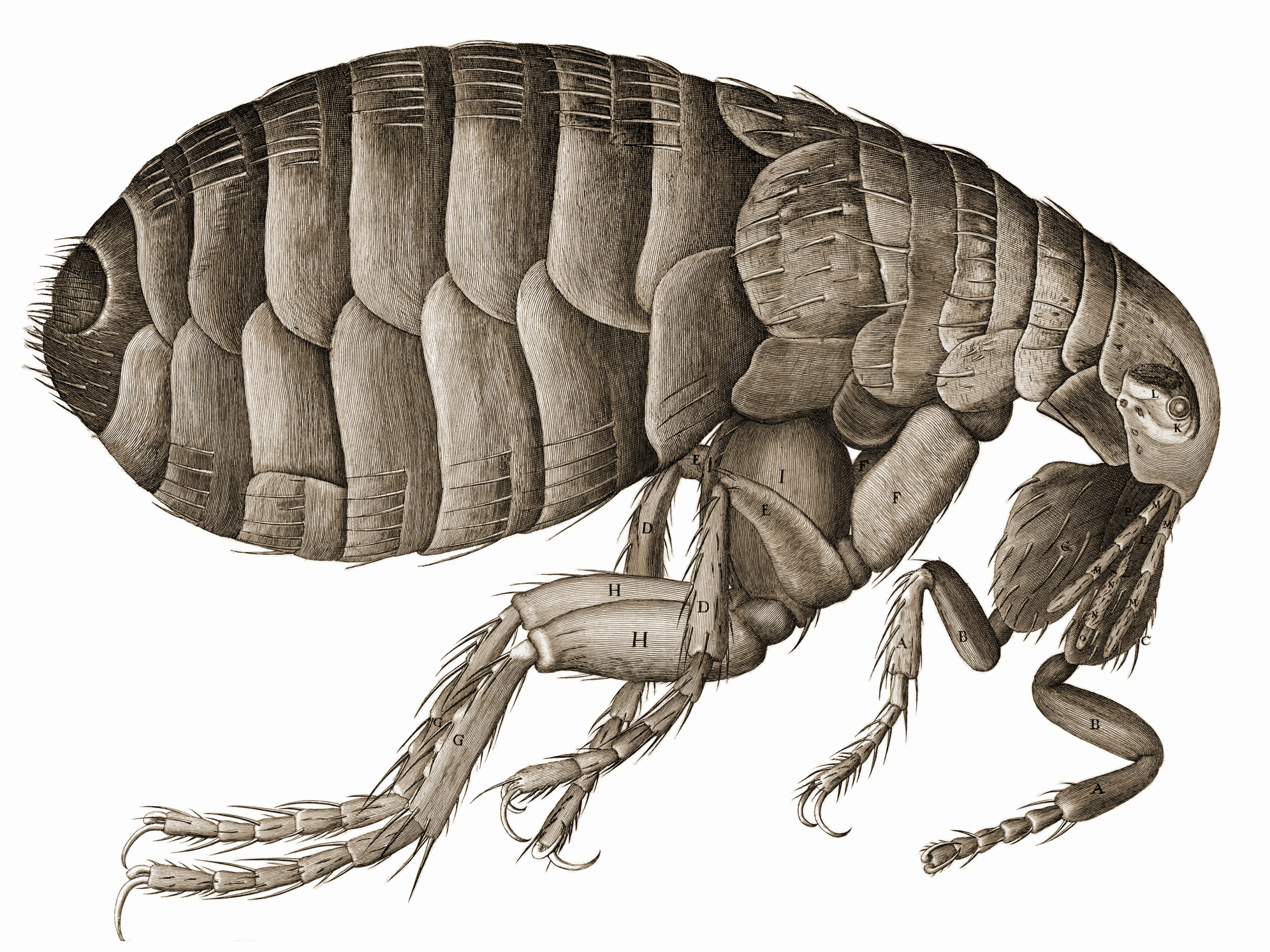
胡克的跳蚤绘图
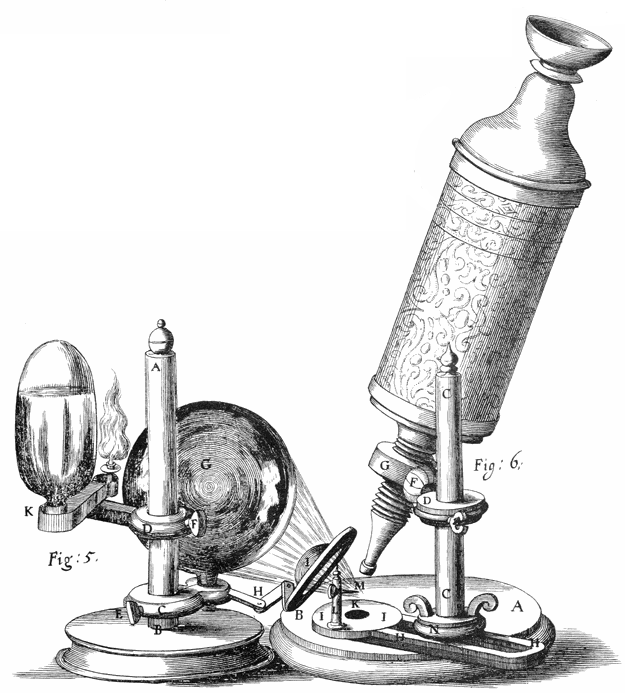
胡克的显微镜
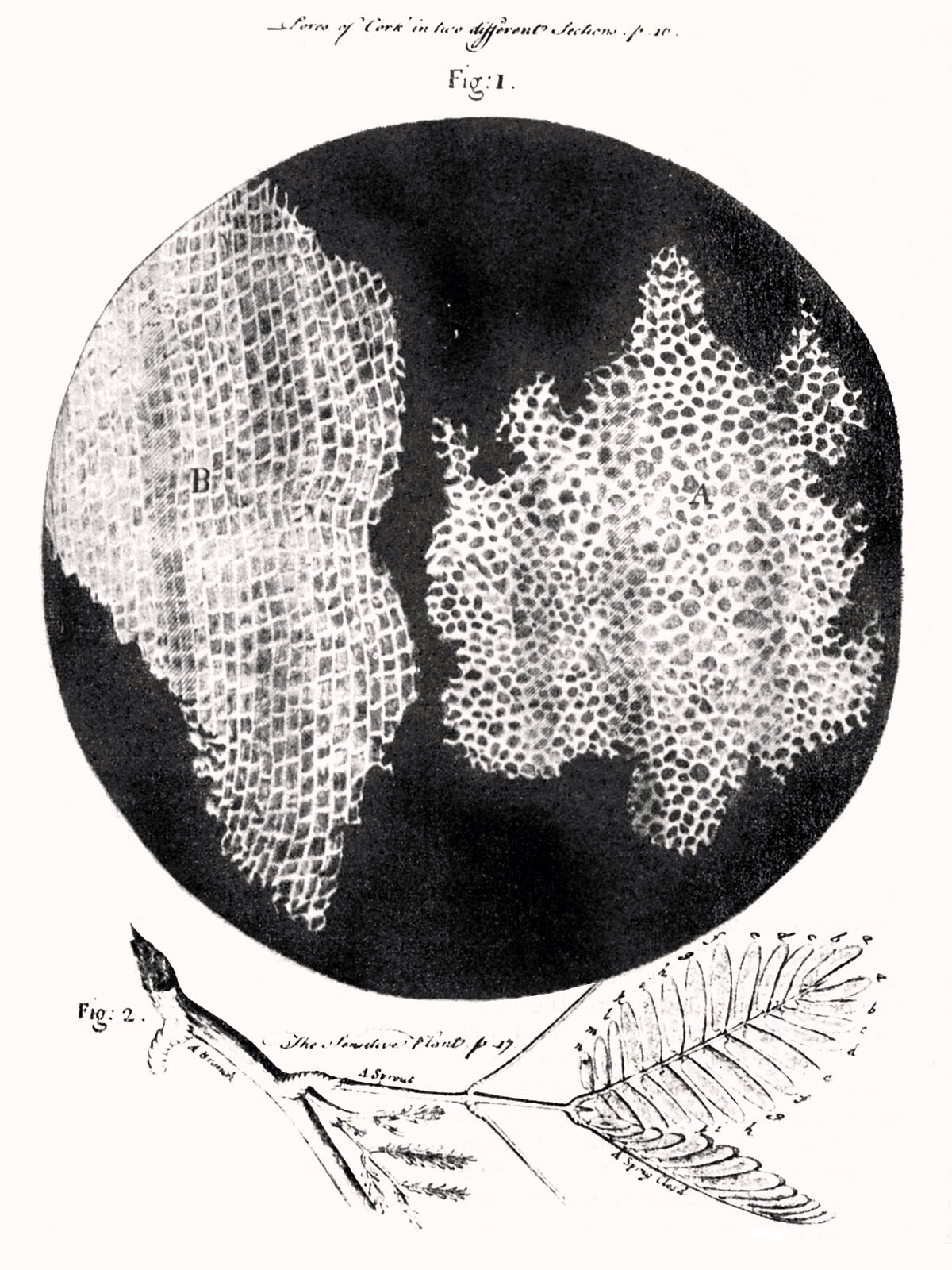
软木塞细胞
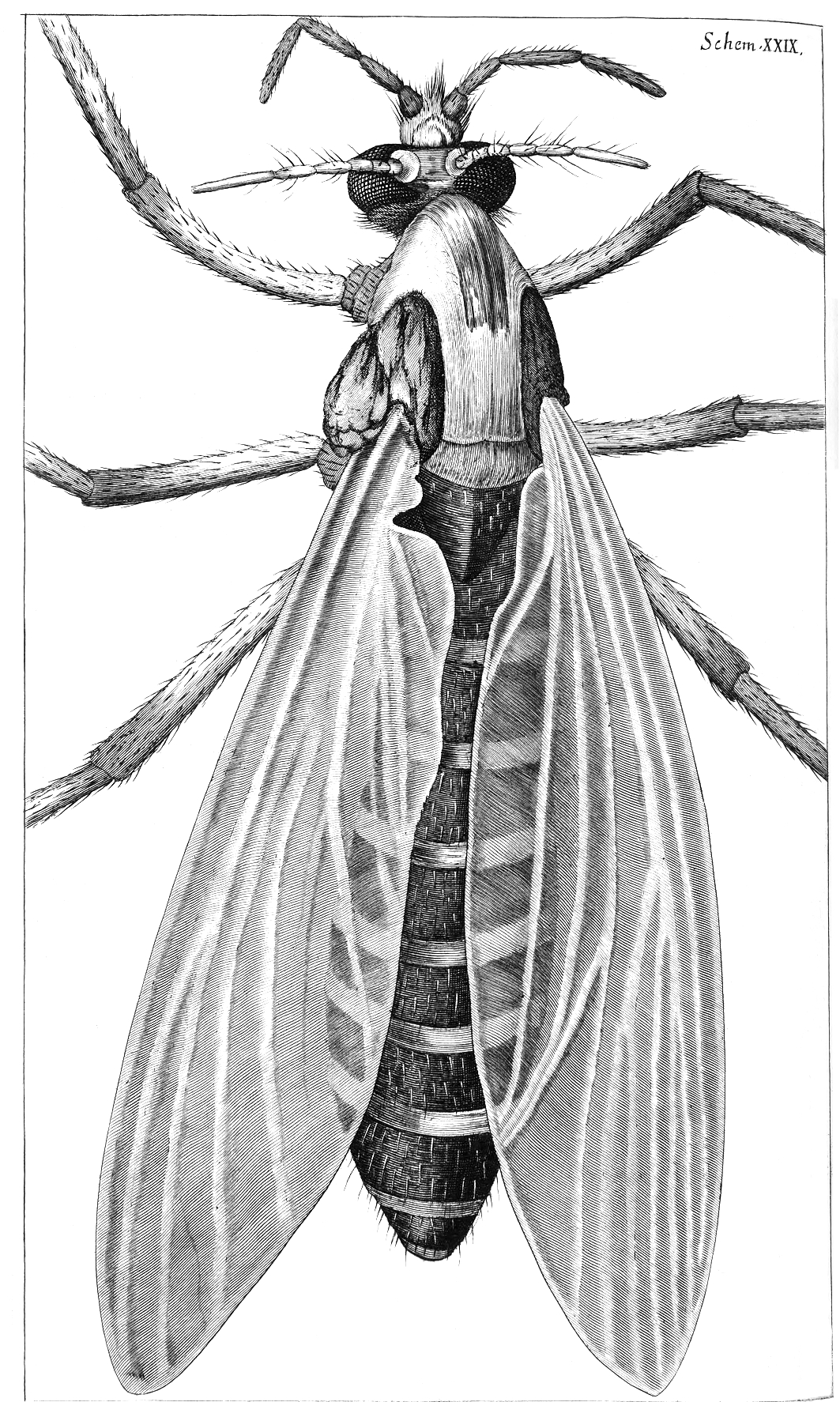
胡克的蚊蚋（英语：gnat）绘图。